# Gibson Refrigator Company
Die Gibson Refrigator Company war ein US-amerikanischer Hersteller von Haushaltsgeräten aus Greenville (Michigan) und besonders für seine elektrischen Kühl- und Gefriergeräte bekannt.

## Geschichte
Das Unternehmen wurde 1877 von Frank Gibson und John Lewis zur Herstellung von hölzernen Eisschränken in Greenville gegründet.
1908 erfolgte der Zusammenschluss mit der ebenfalls 1877 von Joshua Hall in Belding (Michigan) gegründeten Belding-Hall Company. Dadurch wurde Gibson zum größten amerikanischem Hersteller von Eisschränken.
Bereits 1931 begann Gibson mit der Serienproduktion des ersten elektrischen Kühlschranks. Das Unternehmen verbaute als erstes eine automatische Kühlschrankbeleuchtung, ebenso stellte Gibson, abweichend zu der damals üblichen Truhenform, die ersten hochkant stehenden Kühlgeräte her. Bereits 1942 hatte Gibson elektrisch betriebene Backöfen im Sortiment. Kühlschränke waren fortschrittlich bereits mit Kaltlagerfächern erhältlich.
Während des Zweiten Weltkriegs wurden bei Gibson 1.078 Waco CG-4A Truppen- und Fracht-Lastensegler in Lizenz hergestellt.
1953 wurde das Sortiment um Luftreiniger und Klimageräte erweitert.
1956 erwarb die Hupp Corporation Gibson.
1967 wurde Hupp an White Consolidated Industries verkauft, die bereits die Markenrechte an Frigidaire und Kelvinator besaßen. 1986 übernahm Electrolux die WCI und damit auch Marke Gibson. 2006 verlagerte Electrolux die Produktion vom Standort komplett nach Mexiko.
Heute vertreibt Electrolux unter dem Namen Gibson Haushalts- und Klimageräte nur noch auf dem afrikanischen Markt sowie im mittleren Osten.
In den USA wird der Markenname Gibson nur noch für die Herstellung von Klimageräten verwendet. Die Namensrechte liegen hier bei Nortek aus O’Fallon (Missouri).

## Sonstiges
Die zufällige Namensgleichheit mit dem damals populärem Illustrator Charles Dana Gibson nutzte der Hersteller in Anzeigen geschickt aus. Das von dem Zeichner geschaffene und aus Zeitschriften bekannte Gibson-Girl, eine idealtypische Darstellung der unabhängigen, eleganten, sportlichen jungen Dame der Oberschicht, wurde in die Werbung integriert. Be a Gibson-Girl – mit einem Kühlschrank von Gibson.